# Stade Achille Hammerel
Stade Achille Hammerel – stadion piłkarski położony w południowym Luksemburgu, w mieście Luksemburg, w dzielnicy Gare. Aktualna siedziba klubu Racing FC Union Luksemburg. Do 2005 roku stadion był siedzibą klubu Union Luxembourg. Obiekt ma pojemność 5 814 osób.